# Maria Glazovskaïa
Maria Alfredovna Glazovskaïa (russe : Мари́я Альфре́довна Глазо́вская), née le 26 janvier 1912 à Saint-Pétersbourg (Empire russe) et morte le 20 novembre 2016 à Moscou (Russie), est une géographe et géochimiste russe, soviétique puis russe. 
Figure de la pédologie russe, elle introduit une nouvelle discipline, la géochimie du paysage, et propose la notion de « technopédogenèse ». Elle est connue pour sa participation à la carte mondiale à petite échelle des sols de la planète. Ses recherches sont récompensées de plusieurs prix et par le titre de « légende de la Société russe de géographie ».

## Biographie

### Formation
Maria Glazovskaïa naît à Saint-Pétersbourg le 26 janvier 1912 dans une famille d'origine germano-balte : son père est médecin et sa mère travaille dans l'impression,,,,.
En 1929, elle est diplômée du lycée de Kolpino à Leningrad, où elle se passionne pour la chimie, et entre à l'Institut agricole de Leningrad,. Un an plus tard, elle intègre la faculté de géologie et de géographie de l’université d'État de Leningrad dont elle sort diplômée en 1934 avec une spécialité en pédologie, une discipline historiquement féminisée en URSS,.

### Carrière
Maria Glazovskaïa travaille comme assistante au département de pédologie de la Faculté de géographie de l'université d'État de Leningrad et participe activement aux expéditions de la Société de pédologie Vassili-Dokoutchaïev (ru), du nom du pionnier de la pédologie Vassili Dokoutchaïev. En 1937, plusieurs de ses collègues sont arrêtés, dont son directeur de thèse Boris Polynov (ru), ce qui la motive à partir au Kazakhstan.
En 1938, elle rejoint à Almaty Vitali Gordienko, qu'elle a épousé en 1936 et qui est originaire de Samarcande,. Mais ce dernier meurt dans l'Armée rouge en Biélorussie en 1940 : durant toute sa vie, Maria Glazovskaïa cherche en vain des informations sur sa mort,. Elle se réfugie dans ses recherches : elle est à l'origine de l'Institut des sciences du sol du Kazakhstan dont elle assure la direction. Elle y enseigne tout en travaillant sur sa thèse, ce qui fait d'elle une fine connaisseuse de la région. Son terrain porte notamment sur le Tian Shan où elle voyage pendant plusieurs mois pour faire des prélèvements et dont elle étudie la paléogéographie. En 1952, elle s'installe à Moscou et soutient son doctorat sur Le Tien-Shan intérieur en tant que pays montagneux d'Asie centrale, en 1953. Elle est embauchée comme maîtresse de conférence puis professeure à l'université d'État de Moscou de 1959 à 1987 et occupe un temps le poste de cheffe du département de géographie physique de l'URSS. Elle mène de nombreuses expéditions, comme dans l'Oural et dans la région de Perm où elle étudie la pollution aux hydrocarbures. Décrite comme cultivée, gentille, modeste et ouverte d'esprit, elle prend sa retraite en étant professeure honoraire en 1994,. Elle rédige ses mémoires, publiés pour son centenaire.
Maria Glazovskaïa meurt le 20 novembre 2016 à Moscou,. Du fait de l'isolement de l'URSS, ses travaux sont peu connus en Occident alors que le foisonnement de ses idées fait d'elle une référence régulièrement étudiée en Russie,.

### Vie privée
Maria Glazovskaïa est la mère du géographe et biologiste Nikita Glazovski (ru) et du glaciologue Andreï Fiodorovitch Glazovski.

## Travaux

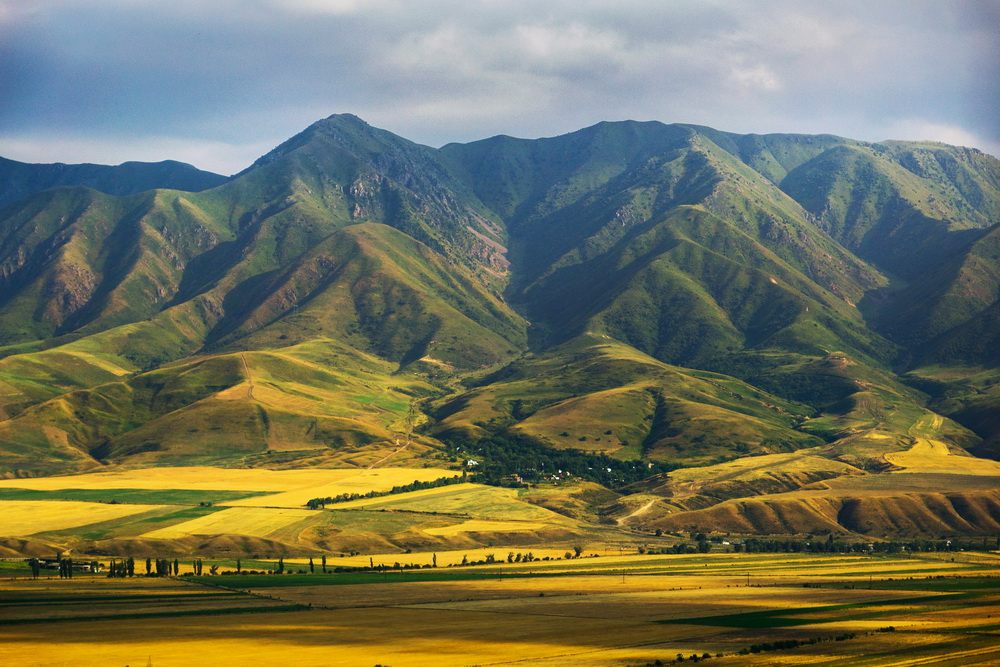
Massif du Tian Shan.

Les recherches de Maria Glazovskaïa portent sur la pédologie et la répartition géographique des sols. Elle fait partie des personnes ayant fondé et développé la géochimie et elle est à l'origine d'une nouvelle spécialité, la géochimie du paysage,.
Grâce au terrain au Tian Shan et ses analyses du sol durant sa thèse, puis lors de ses études de plusieurs régions d'Europe, elle étudie la géologie, l'hydrologie et la chimie des sols. Elle analyse la formation du sol et ses propriétés à l'échelle mondiale. Puis, avec son équipe, elle compile les cartes existantes qu'elle complète avec ses travaux pour réaliser des cartes à petite échelle classifiant les sols, leurs caractéristiques, leur répartition géographique ou leur modélisation dans les zones moins connues,. Cette réalisation s'applique aux couches supérieures du sol et exclut l’Antarctique. Ces travaux permettent de réaliser une carte des systèmes géochimiques du monde très largement utilisée. Il[Qui ?] sert de base à l'élaboration du système d'information géographique en Europe. À ce titre, elle est membre du Programme international de géosciences.
Ce travail est compliqué par les difficultés à faire du terrain hors de l'URSS : elle rédige un livre sur les sols d'Australie sans jamais y être allée, en s'appuyant uniquement sur une analyse fine des publications étrangères,. À la suite de cet épisode, elle est invitée en congrès en Australie, explore les différents terrains et note avec ironie qu'elle avait tout décrit correctement dans son livre,.

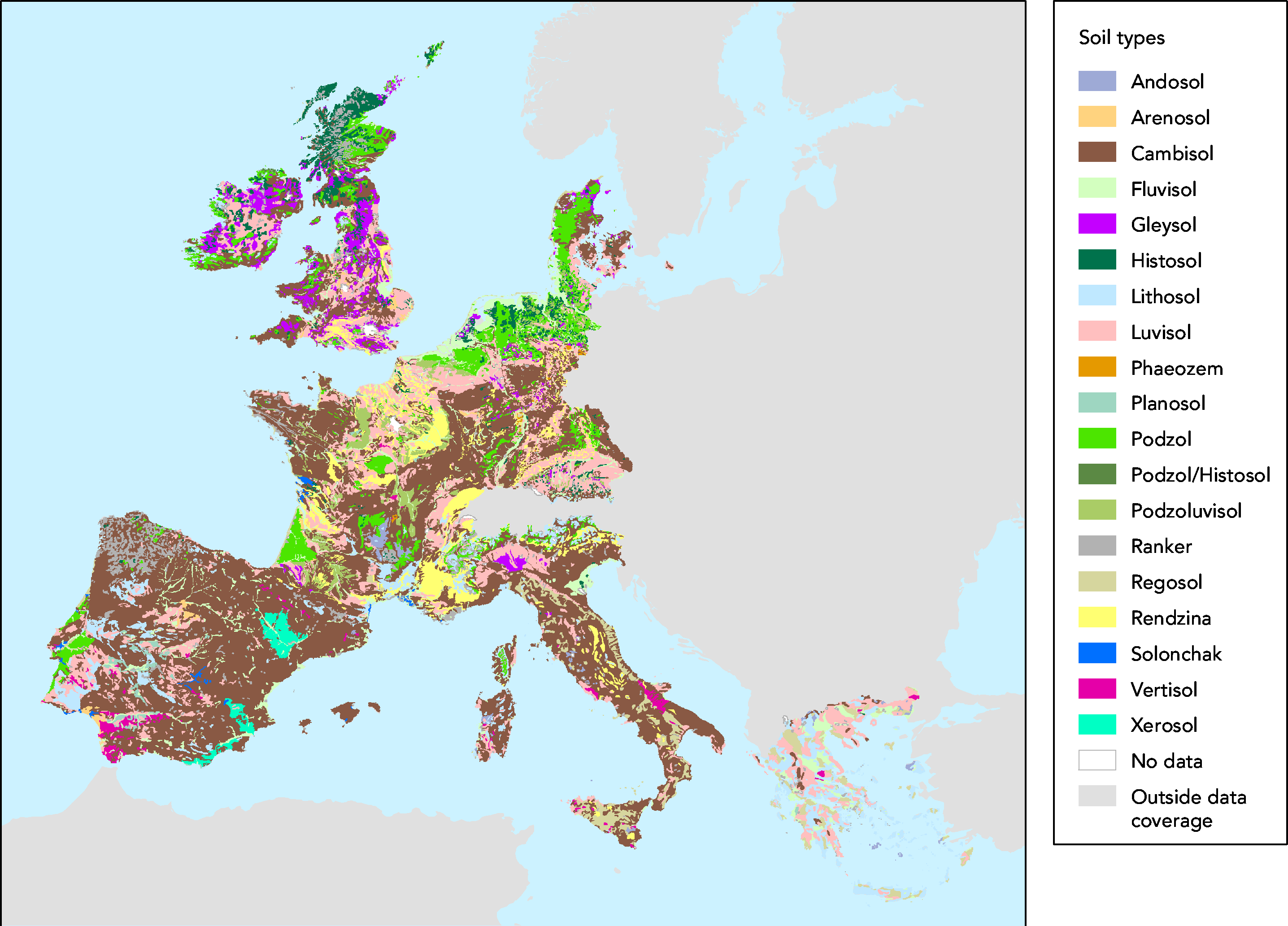
Carte des grands types de sols dans l'Union européenne (à 12) qui s'appuie, entre autres, sur les travaux de Maria Glazovskaïa.

Elle cherche ensuite à comprendre les fonctions géochimiques et écologiques des micro-organismes du sol. Ces recherches permettent de comprendre l'impact de la pollution sur l'environnement, sur la stabilité et la qualité du sol (en). De ces travaux, Maria Glazovskaïa peut esquisser dans les années 1970 une théorie permettant de prédire quels sols sont plus à risques face à la pollution, notamment celle liée aux activités humaines industrielles et agricoles, et spécifiquement sur les métaux lourds. Cette étude de la migration des contaminants est regroupée et lui permet de proposer une spécialité, la géochimie du paysage,.
En 1986, elle introduit la notion de « technopédogenèse », un processus de formation du sol affecté par diverses interventions humaines.
Attentive à la transmission de ses connaissances, elle rédige quatre manuels de référence sur les sols du monde régulièrement réédités et conçoit plusieurs outils pédagogiques. Ils font encore aujourd'hui référence. Elle est également connue pour son soutien auprès du public étudiant et en doctorat.

## Hommages et distinctions

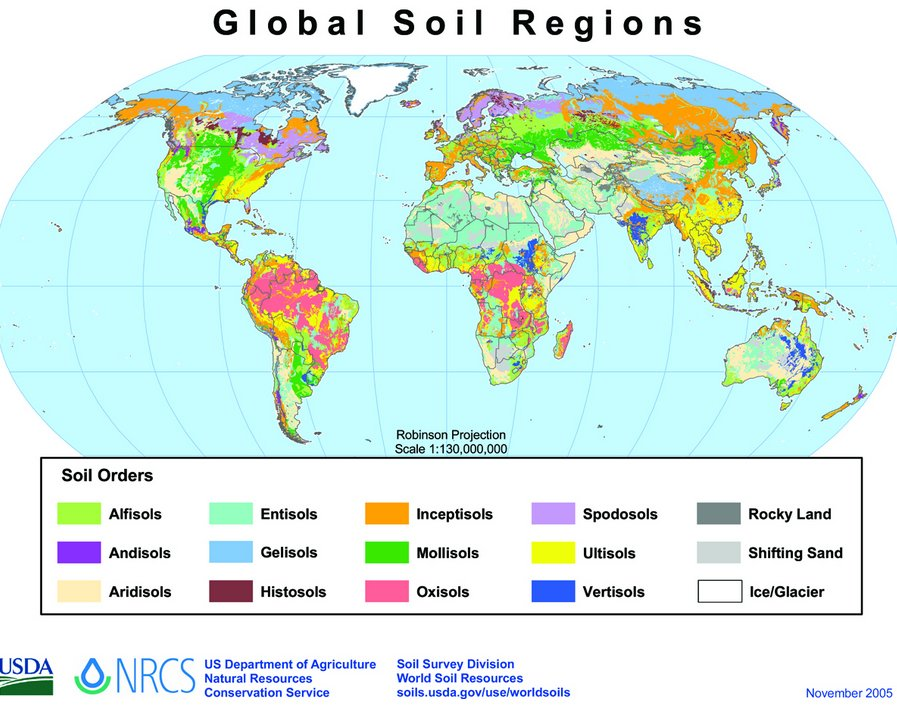
Carte mondiale des sols (source : département de l'agriculture américain).

- Médaille du travail vaillant dans la Grande Guerre patriotique en 1945[1] ;
- Ordre de l'Insigne d'honneur en 1961[1] ;
- Prix Lomonossov pour son travail de zonage paysage-géochimie de la Terre en 1967[4] ;
- Ordre du Drapeau rouge du Travail en 1971[1] ;
- Prix D.-N.-Alianov en 1973[6] ;
- Scientifique honoraire de la République socialiste fédérative soviétique de Russie en 1978 ;
- Scientifique honoraire de l'Académie des sciences de Russie[6] ;
- Médaille Vétéran du Travail (ru) en 1984[1] ;
- Prix d'État de l'URSS en 1987[1] ;
- Médaille d'or V.-V.-Dokoutchaïev pour ses ouvrages sur la genèse et la géographie des sols ainsi que la géochimie des paysages (1990)[17] ;
- En décembre 2014, elle reçoit le titre de légende de la Société russe de géographie pour ses réalisations exceptionnelles dans le domaine des sciences géographiques, de l'éducation et de l'éducation des jeunes[18].

## Publications

### Ouvrages scientifiques
Maria Glazovskaïa est créditée de plus de 800 publications scientifiques, dont, :
- (ru) Maria Glazovskaïa, Почвенно-географический очерк Австралии [« Quelques éléments sur la géographie du sol de l'Australie »], Moscou,‎ 1952.
- (ru) Maria Glazovskaïa et Y. P. Gerasimov, « Основы почвоведения и география почв » [« Fondamentaux de la science du sol et de la géographie du sol »], Географгиз,‎ 1960.
- (en) I. P. Gerasimov et Maria Glazovskaïa, Fundamentals of Soil Science and Soil Geography, Jerusalem, Israel Program for Scientific Translation, 1965, 382 p. (ISBN 0-7065-0363-5 et 978-0-7065-0363-0, OCLC 605945643, lire en ligne), traduction de l'ouvrage précédent.
- (en) M. A. Glazovskaia, Soils of the world, A.A. Balkema, 1984 (ISBN 90-6191-419-1 et 978-90-6191-419-8, OCLC 12432283, lire en ligne), en deux volumes.
- (ru) Maria Glazovskaïa et A. N. Gennadiev, География почв с основами почвоведения [« Géographie des sols comprenant les bases de la pédologie »],‎ 1995, en deux volumes.
- (ru) Maria Glazovskaïa, Общее почвоведение и география почв [« Sciences générales du sol et géographie du sol »], Moscou,‎ 1981, 400 p.
- (ru) Maria Glazovskaïa, Геохимия природных et техногенных ландшафтов СССР [« Géochimie des paysages naturels et humanisés de l'URSS »],‎ 1988.
- (ru) Maria Glazovskaïa, Методологические основы оценки эколого-геохимической устойчивости почв к техногенным воздействи [« Fondements méthodologiques pour évaluer la résistance géochimique des sols face aux activités humaines »], Moscou,‎ 1997, 102 p.
- (ru) Maria Glazovskaïa, Педолитогенез и континентальные циклы углерода [« Pédolithogenèse et cycles continentaux du carbone »],‎ 2009.

### Autobiographie
- (ru) Maria Glazovskaïa, События моей жизни на фоне войн и революций ХХ века [« Les Événements de ma vie sur fond de guerres et de révolutions du XXe siècle »], Publications de l'université de Moscou,‎ 2012.